# Cleeve Prior
Cleeve Prior est une localité anglaise située dans le comté du Worcestershire.